# Добсон (Північна Кароліна)
Добсон (англ. Dobson) — місто (англ. town) в США, в окрузі Саррі штату Північна Кароліна. Населення — 1462 особи (2020).

## Географія
Добсон розташований за координатами 36°23′33″ пн. ш. 80°43′37″ зх. д. / 36.39250° пн. ш. 80.72694° зх. д. (36.392402, -80.726842).  За даними Бюро перепису населення США в 2010 році місто мало площу 5,10 км², з яких 5,08 км² — суходіл та 0,02 км² — водойми.

## Демографія
Згідно з переписом 2010 року, у місті мешкало 1586 осіб у 586 домогосподарствах у складі 325 родин. Густота населення становила 311 осіб/км².  Було 641 помешкання (126/км²).
Расовий склад населення:
| - 78,3 % — білих - 4,2 % — чорних або афроамериканців - 0,9 % — корінних американців - 0,3 % — азіатів - 14,9 % — осіб інших рас |

До двох чи більше рас належало 1,4 %. Частка іспаномовних становила 24,5 % від усіх жителів.
За віковим діапазоном населення розподілялося таким чином: 22,3 % — особи молодші 18 років, 64,1 % — особи у віці 18—64 років, 13,6 % — особи у віці 65 років та старші. Медіана віку мешканця становила 36,1 року. На 100 осіб жіночої статі у місті припадало 113,7 чоловіків;  на 100 жінок у віці від 18 років та старших — 124,0 чоловіків також старших 18 років.
Середній дохід на одне домашнє господарство  становив 38 467 доларів США (медіана — 23 616), а середній дохід на одну сім'ю — 51 185 доларів (медіана — 37 857). Медіана доходів становила 30 000 доларів для чоловіків та 30 956 доларів для жінок. За межею бідності перебувало 38,2 % осіб, у тому числі 46,3 % дітей у віці до 18 років та 19,4 % осіб у віці 65 років та старших.
Цивільне працевлаштоване населення становило 551 особа. Основні галузі зайнятості: освіта, охорона здоров'я та соціальна допомога — 25,2 %, виробництво — 24,0 %, сільське господарство, лісництво, риболовля — 9,6 %, будівництво — 8,2 %.